# Urnordisk (sprog)
Urnordisk eller protonordisk er sprogstadiet i de skandinaviske sprog i tiden mellem ca. 200 og 500 e.Kr. Det står dermed mellem urgermansk (ca. 1000 f.Kr. til ca. 200 e.Kr.) og synkopetiden (500-700 e.Kr.), da de tryksvage stavelser faldt bort, hvorefter nordisk blev delt i dialekterne norrønt (oldnordisk), olddansk og oldsvensk.

## Sprogmateriale
Man har fundet ca. 200 forskellige runeindskrifter på det urnordiske sprog fordelt over hele Skandinavien. Den ældste sætning, vi kender i nordisk sammenhæng, er ordene NITHIJO TAWIDE, indridset på et skjoldhåndtag af sølv fra våbenofferfundet i Illerup Ådal. Det oversættes med "Nithijo gjorde" eller "Nithijo lod gøre". Ordet TAWIDE kommer af udsagnsordet TAUJAN (= at gøre), og formen er tredje person datid. Ordet genfindes i den 200 år yngre guldhornsindskrift i formen TAWIDO, som er i første person og ender på o. 
Indskriften på Guldhornene (ældre futhark), som sandsynligvis er fra 400-tallet e.Kr., er det bedst kendte eksempel på urnordisk sprog. Den lyder således:
ek HlewagastiR holtijaR horna tawidō.
Omtrent sådan så indskriften ud, hvis browseren tåler Unicode (ét ord per linje — bemærk, at der er to forskellige runer for r, dvs. r og R): 
ᛖ ᚲ
ᚺ ᛚ ᛖ ᚹ ᚫ ᚷ ᚫ ᛋ ᛏ ᛁ ᛉ
ᚺ ᛟ ᛚ ᛏ ᛁ ᛃ ᚫ ᛉ
ᚺ ᛟ ᚱ ᛅ ᚫ
ᛏ ᚫ ᚹ ᛁ ᛞ ᛟ
Teksten ville på norrønt lyde omtrent sådan:
Ek Hlégestr Hyltir táða hornit.
På islandsk:
Ég Hlégestur Hyltir gerði hornið.
Guldhornsindskriften oversættes ofte sådan:
Jeg Lægæst, fra Holt / Skovmanden / Holts søn, gjorde hornet. 
R betegner et fonem, der sandsynligvis blev udtalt som en mellemting mellem stemt "s" og et tungespidst "r". I middelalderen falder R sammen med r. 

## Fælles urnordisk?
Det er stort set den samme sprogform, man møder overalt i Skandinavien på urnordiske runeindskrifter, men nogle mener at se enkelte lokale forskelle i grammatikken. Nogle af de forskelle, der findes i de nuværende nordiske sprog og dialekter, må desuden føres tilbage til urnordisk tid. Eksempler er:
- a-omlyd i norsk, vestsvensk og vestdansk, f.eks. *fuglaR > fogl ~ fugl. Guldhornsindskriften HoltijaR er afledt af et a-omlydt *hultaR > *holtaz.
- Østdansk jeg og svensk jag over for norsk eg, islandsk ég går tilbage til urnordisk eka over for ek. (Det er almindeligt, at e bliver til ja (dansk je) foran et oprindeligt a i den følgende stavelse.)

## Fællesgermansk?
Urnordisk er en så gammel og arkaisk germansk dialekt, at man tidligere fra tysk side har sat spørgsmålstegn ved, om guldhornindskriften overhovedet var på nordisk. Indskriften dokumenterer ingen særnordiske lydudviklinger. På den anden side er der heller ingen sprogtræk, der skulle pege positivt i retningen af vestgermansk (og dermed tysk). Der er dog ét træk, der peger bort fra vestgermansk og dermed gør det næsten sikkert, at guldhornsindskriften er på urnordisk, nemlig det personlige pronomen ek, der på alle de vestgermanske sprog har former, der kommer af *ik (højtysk ich, nedertysk, nederlandsk ik, engelsk I). En anden teori er, at runeindskrifterne repræsenter en slags nordisk "koiné". Dette bliver dog anfægtet. Om dette se Woodard et al., kapitel 37 forfattet af Jan Terje Faarlund.

## Bøjningseksempler
For at give et eksempel for hvordan bøjningen så ud, følger her mønstret for stainaR (sten) ifølge Krause.
| Maskulinum, ren a-stamme | Maskulinum, ren a-stamme | Maskulinum, ren a-stamme |
|                          | Singularis               | Pluralis                 |
| ------------------------ | ------------------------ | ------------------------ |
| nominativ                | stainaR                  | stainōR                  |
| vokativ                  | stain                    | -                        |
| akkusativ                | staina                   | stainan(n)               |
| dativ                    | stainai, -ē              | *stainamR, -umR          |
| genitiv                  | stainas                  | stainō                   |

Man ser, vi stadig har en vokativ, dog kun i ental, endelserne er ikke altid helt sikre og dativens pluralis er rekonstrueret.
Som et eksempel for verber anføres (stadig ifølge Krause) beudan, (til)byde.
|                   | Infinitiv: beudan (byde) | Infinitiv: beudan (byde) | Infinitiv: beudan (byde) | Infinitiv: beudan (byde) | Infinitiv: beudan (byde) | Infinitiv: beudan (byde) | Infinitiv: beudan (byde) | Infinitiv: beudan (byde) |
| Indikativ præsens | Indikativ præsens        | Konjunktiv præsens       | Konjunktiv præsens       | Indikativ præteritum     | Indikativ præteritum     | Konjuntiv præteritum     | Konjuntiv præteritum     |                          |
| Singularis        | Pluralis                 | Singularis               | Pluralis                 | Singularis               | Pluralis                 | Singularis               | Pluralis                 |                          |
| ----------------- | ------------------------ | ------------------------ | ------------------------ | ------------------------ | ------------------------ | ------------------------ | ------------------------ | ------------------------ |
| 1. person         | biudu                    | *beudamR, -umR           | beudau                   | beudēm                   | baud                     | budum                    | *bud(i)au                | budīm                    |
| 2. person         | biudiR                   | beudiþ                   | beudēR                   | beudēþ                   | bautst                   | buduþ                    | budīR                    | budīþ                    |
| 3. person         | biudiþ                   | beudan(n)                | beudē                    | beudēn(a)                | baud                     | budun(n)                 | budī                     | budīn(a)                 |

Man kan sammenligne denne bøjning med det islandske krjúpa, som tilhører samme bøjningsklasse. Eller man kan benytte det udmærkede bøjningsredskab, som der henvises til i artiklen om det islandske sprog og klikke direkte på bjóða. Forklaringerne er gansk vist på islandsk, men man får dog en idé om hvordan sproget har ændret sig.